# Carnaval de Córdoba
El carnaval de Córdoba es una fiesta que se celebra en la ciudad de Córdoba antes de la Cuaresma. Las agrupaciones carnavalescas se dan cita en las calles de la ciudad, y en el Gran Teatro se celebra el concurso donde cada una de ellas expone sus mejores composiciones. Tras este certamen salen a la calle en una fiesta en la que todo el pueblo participa a través de una gran cabalgata, pasacalles, actuaciones, etc.

## Historia
La historia de los carnavales en Córdoba se remontan al 30 de octubre de 1822, cuando se tiene conocimiento del primer encuentro carnavalesco que se produce en la ciudad.
En un primer momento, la historia del Carnaval de Córdoba se recuerda por la Plaza de la Corredera y por los barrios colindantes, para pronto pasar a los barrios de San Agustín, San Rafael, etc. con muchos participantes asociados al Centro Filarmónico, siendo sus primeros personajes de renombre que promocionaron y fomentaron la fiesta del Carnaval.
En medio de la Guerra Civil, se prohíben los carnavales en el año 1937, reduciéndose a partir de entonces a los disfraces de salón en lugares discretos. No será hasta 1970 cuando se abren de nuevo los carnavales y en 1983 se celebra el Primer Concurso de Agrupaciones Carnavalescas en el antiguo Cine Góngora. Es en este certamen donde empiezan a relucir dos de las futuras estrellas del carnaval cordobés. Pablo Castilla y Antonio Navajas "El Pelos" consiguieron los primeros premios de comparsa (Fantasía Gitana) y chirigota (Los Jaimitos) respectivamente.
En el año 1988 llega al carnaval de Córdoba un cuarteto de Santa Cruz,capitaneado por Manuel Serrano Polonio que entusiasma a los aficionados y a mucha gente no tan aficionados al Carnaval.En esta ocasión venían como "El chismorreo de la sala espera".Fue tal el cariño de los cordobeses hacia ellos, que tras triunfar 7 años son conocidos como "El cuarteto de Santa Cruz"
En 2007 se celebró el 25 aniversario del concurso de agrupaciones carnavalescas, con sus más y sus menos, ya que un grupo hecho específicamente para dicha celebración, no tiene la simpatía de la actual Asociación Carnavalesca, que no cuenta con él para los actos conmemorativos.
Este grupo, capitaneado por David Amaya "Agüito" hace una recopilación extraordinaria de los 25 años de concurso, pasando por un montón de autores y tocando todas las modalidades (comparsas, chirigotas y cuartetos).
Hasta 800 agrupaciones han desfilado por las tablas, primero, del Cine Góngora, más tarde del Palacio del Cine (1986) y finalmente en el Gran Teatro de Córdoba. Junto a los grupos, la incansable Rosario, madre de los hermanos Castilla, que regala claveles y su propia alma al finalizar la actuación de cada grupo.
Nombres como Antonio Cobos,Pepe "el lata", Miguel Amate, Los Hermanos Lara , Paquito Luque, Pelos (padre e hijo), Cámaras (padre e hijo), Chache,Pablo "el peluquero",  Agüito, Pepe Martínez, Daniel Diaz "elCarvo" y un sinfín de autores, han regado de coplas cada año de carnaval.
Ahora es el turno de los más jóvenes, gente que saca tiempo de donde no lo hay entre estudios o primeros trabajos, entre novios/as y deportes, para ir poquito a poquito durante todo el año creando un repertorio simpático y con la mejor música posible.
Así, cuenta con la presencia de nuevos grupos o de reciente creación, con la ilusión y la fuerza que da la juventud. Cámaras, Pelos, Agüito,Los Hermanos Lara y sus Hijos, la chirigota de Aguilar, los de San Lorenzo, Ibañez, el cuarteto de informática, la chirigota de las niñas, la chirigota de las nenas, Manolo Martín, el cuarteto del Killo, del Pelos, del Vlado y del Madueño, la chirigota del Trenas, la chirigota del carvo y tantos y tantos otros que están volviendo a levantar un Carnaval que parecía caerse. Algunos de ellos no tan nuevos, pero sí jóvenes.

## Concurso
- 1983
- COMPARSA  
1° PREMIO      LOCAL O PROVINCIAL   AUTOR   Fantasía gitana       Local              Pablo Castilla   2°   ""                   ""               ""                  ""   Sabroso carnaval    Local              Pepe Martínez   3º  Alegrías de mi tierra  Local            Francis y Pepe Caballero   4°                          NO   HUBO   
CHIRIGOTA  
1°  PREMIO     LOCAL O PROVINCIAL   AUTOR   Los Jaimitos       Local                     Antonio Navajas " Pelos "  
2°     """"               """               """"                   ""  Lauren cerrojo y sus folclóricas en remojo   Local     Pablo Castilla   3°      """                """"              """                   """  Los deshollinadores infantil      Local        Miguel Amate y Bernardi padre  4°                    NO HUBO  
CUARTETOS  
1°  PREMIO     LOCAL O PROVINCIAL     AUTOR  EN EL AÑO 1983 NO SE PRESENTÓ NINGÚN CUARTETO A CONCURSO

- 1984
- AÑO 1984  COMPARSA LOCAL O PROVINCIAL     AUTOR  
1º Sentimiento andaluz   Local       Pepe Martinez *  2º Sueños del califa      Local   Francis y Jose Caballero  *  
3º Mitología         Local        Pablo Castilla  *  
4º De sol a sol      Local        Pepe Carrillo  
--Tango                   local          paquito luque *  
      CHIRIGOTA  LOCAL O PROVINCIAL   AUTOR   1º Los vendedores antiguos   Local   Manuel Camarasaltas *      2º Los de la cabra Marcelina y .... Local   Los de la Gran Corrida S.L.*  
3º Los sufridores del paso a nivel Local  Miguel Amate y Bernardi padre  
4º El gran rabino y sus traviesos cupidos Local   Pablo Castilla  *  
--chirigota infantil Los Panchitos       Local             Pablo Castilla *  
  -  
    CUARTETOS LOCAL O PROVINCIAL  AUTOR       1º  2º        EN EL AÑO 1984 NO CONCURSO OFICIALMENTE            NINGUN CUARTETO   3º      
-chirigota los bañistas del 1800….pepe martinez  *  -cabalgata de carnaval 1984

- 1985

- 1986

- 1987

- 1988

- 1989

- 1990

- 1991

- 1992

- 1993

- 1994

- 1995

- 1996

- 1997

- 1998

- 1999

- 2000

- 2001

- 2002

- 2003

- 2004

- 2005

- 2006

- 2007

- 2008

- 2009

- 2010

- 2011

- 2012

## Pregoneros
- 2000: José Antonio Luque Delgado
- 2002: Rosa Aguilar
- 2003: Paco Morán
- 2004: Charo Gutiérrez
- 2005: Juan Domínguez "Patato"
- 2006: Matilde Cabello
- 2007: Antonio Cobos Salvador "El Comisario"
- 2008: José GuerreroRoldán "YUYU"
- 2009: Manuel Sánchez Vázquez "MANU"
- 2010: Felipe Delgado Conde "Felipe Conde"
- 2011: Juan Carlos Aragón Becerra
- 2012: Francisco de la Torre
- 2013: Eduardo Lara Medina"cabezon"
- 2014: Pablo Castilla
- 2015: Manuel Serrano (Cuarteto de Santa Cruz)
- 2016: José Martínez
- 2017: Fernando Abad y Añete
- 2018: Carmen García García "KOSKI"

## Sultanes
- 2001: Susana Carrasco
- 2003: Elisabeth Serrano Guillén y Rafael Cano Espejo[1]
- 2004: Amanda Alcalde y José Miguel Reina[2]
- 2005: Laura Larrea y David Aceta[3]
- 2006: Rocío Díaz y Emmanuel Granados
- 2007: Nazareth Mesa y Sebastián Luna[4]
- 2008: Beatriz Ortega Loro y Javier Prieto Blanco[5]
- 2009: Meriem Mustafa y Héctor Obrero<ref>
- 2019: Cristina García y Moisés Mejías